# Eiichi Katayama
Eiichi Katayama (jap. 片山 瑛一, Katayama Eiichi; * 30. November 1991 in der Präfektur Saitama) ist ein japanischer Fußballspieler.

## Karriere
Eiichi Katayama erlernte das Fußballspielen in der Universitätsmannschaft der Waseda-Universität. Seinen ersten Vertrag unterschrieb er 2014 bei Fagiano Okayama. Der Verein aus Okayama, einer Hafenstadt in der Präfektur Okayama auf Honshū, der Hauptinsel von Japan, spielte in der zweithöchsten Liga des Landes, der J2 League. Bis Ende 2017 absolvierte er 148 Zweitligaspiele für Fagiano. 2018 wechselte er zum Erstligisten Cerezo Osaka nach Osaka. Die erste Mannschaft spielte in der ersten Liga, der J1 League, die U23-Mannschaft in der dritten Liga, der J3 League. Bisher absolvierte er 26 Erstligaspiele und zwei Drittligaspiele. 2018 gewann er mit Osaka den japanischen Supercup. Hier besiegte man den Meister Kawasaki Frontale mit 3:2. Nach drei Jahren wechselte er im Januar 2021 zum Ligakonkurrenten Shimizu S-Pulse. Am Ende der Saison 2022 musste er mit dem Verein als Tabellenvorletzter in die zweite Liga absteigen. Nach dem Abstieg verließ er den Verein und schloss sich im Januar 2023 dem Erstligisten Kashiwa Reysol an.

## Erfolge
Cerezo Osaka
- Japanischer Supercupsieger: 2018